# Sweet Home Alabama (filme)
Sweet Home Alabama (bra: Doce Lar; prt: A Diva da Moda) é um filme estadunidense de 2002, do gênero comédia romântica, dirigido por Andy Tennant, estrelado por Reese Witherspoon, Josh Lucas, Patrick Dempsey e Candice Bergen. O filme foi lançado pela Touchstone Pictures.
O título do filme e as letras da música-tema são da música "Sweet Home Alabama" da banda de southern rock Lynyrd Skynyrd, que apareceu pela primeira vez em 1974 em seu segundo álbum, Second Helping.

## Sinopse
Decidida a fugir de Jake (Josh Lucas), seu marido, Melanie (Reese Witherspoon) deixa o Alabama e passa a viver secretamente em Nova York. Lá ela conhece Andrew (Patrick Dempsey), filho da atual prefeita Kate Hennings (Candice Bergen), com quem começa a namorar. Tudo corre bem na vida de Melanie, até que Andrew decide pedi-la em casamento. Ela aceita o pedido, mas precisa retornar ao Alabama o mais rápido possível para conseguir o divórcio com seu atual marido. Mas ao voltar Melanie precisará mais uma vez confrontar seu passado, do qual buscava tanto fugir.

## Elenco

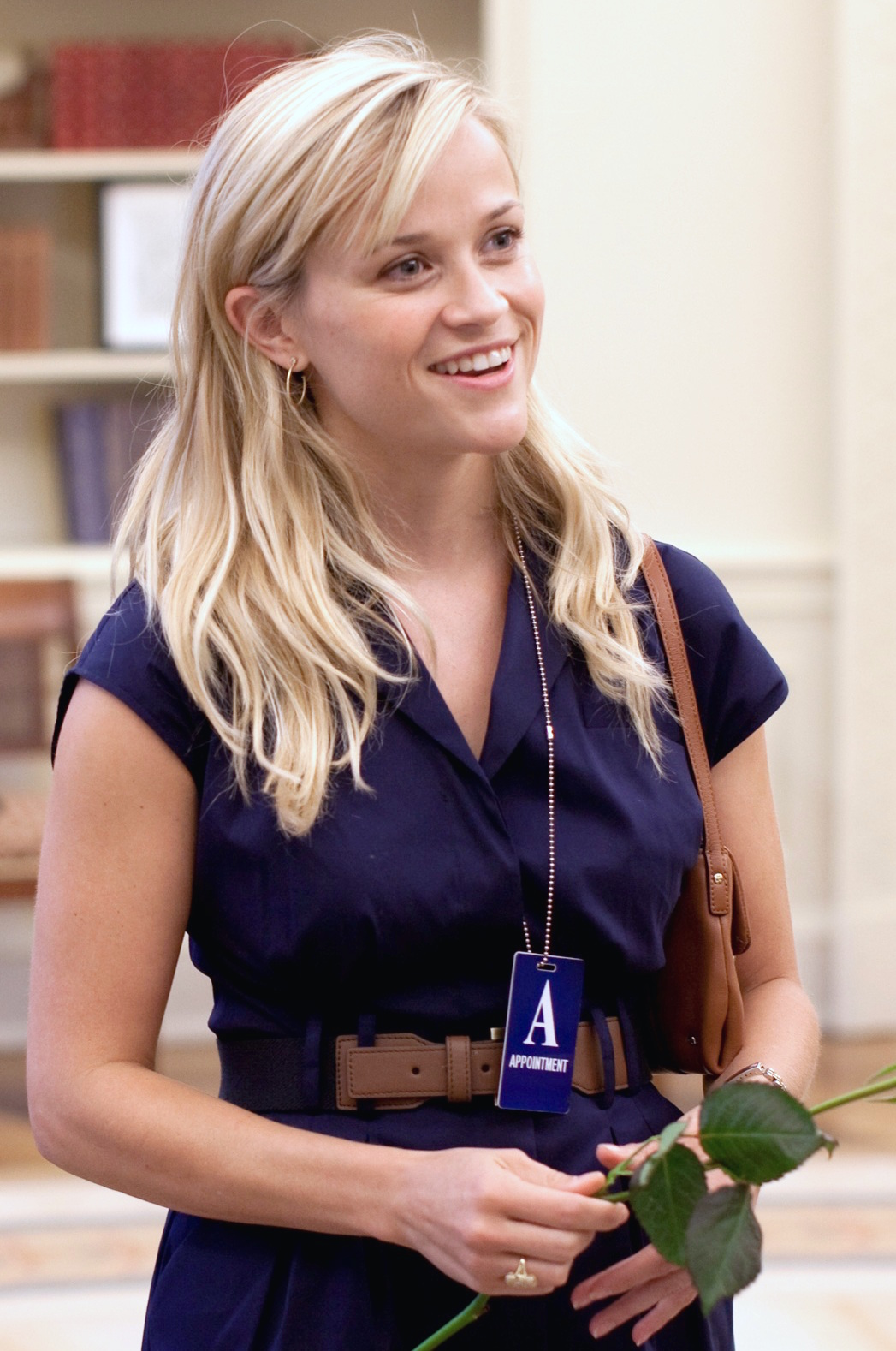
Reese Witherspoon

- Reese Witherspoon como Melanie "Carmichael" Smooter Perry. Ela cresceu em Pigeon Creek, Alabama e se mudou para Nova Iorque para seguir seus sonhos. Agora, uma designer de moda, ela está envolvida com o rico Andrew Hennings.
- Josh Lucas como Jake Perry. Perry é casado com Melanie, que tem sido o seu melhor amigo desde a infância. Ele vive em Pigeon Creek, Alabama.
- Patrick Dempsey como Andrew Hennings. O filho da prefeita Kate Hennings de Nova Iorque, ele está noivo de Melanie Carmichael.
- Candice Bergen como Mayor Kate Hennings. A mãe de Andrew, ela está desconfiada de seu relacionamento com Melanie.
- Mary Kay Place como Pearl Smooter, mãe de Melanie. Ela é casada com Earl Smooter.
- Fred Ward como Earl Smooter. Smooter é o pai de Melanie. Ele gosta de participar de encenações da Guerra Civil.
- Jean Smart como Stella Kay Perry, a mãe de Jake, o marido de Melanie. Ela é proprietária de "Stella", uma taberna local.
- Ethan Embry como Bobby Ray Bailey. é um dos amigos de infância de Melanie. Ele foi tirado do armário por Melanie e é um bom amigo de Jake Perry.
- Melanie Lynskey como Lurlynn, que vive em Pigeon Creek e é uma conhecida de infância de Melanie.
- Courtney Gains como Xerife Wade, um amigo de infância de Melanie.
- Mary Lynn Rajskub como Dorothea, noiva de Wade.
- Rhona Mitra como Tabatha Wadmore-Smith, um dos melhores amigos de Melanie.
- Nathan Lee Graham como Frederick Montana, um dos melhores amigos de Melanie. Ele é um designer de moda e concorrente amigável.
- Sean Bridgers como Eldon
- Fleet Cooper como Clinton
- Kevin Sussman como Barry Lowenstein, assistente da Prefeita Kate Hennings.
- Thomas Curtis como jovem Jake
- Dakota Fanning como jovem Melanie
- Mark Skinner como Bruno
- Michelle Krusiec como Pan
- Phil Cater como Pablo
- Michael Snow como Devin
- Bob Penny como Wallace Buford
- Mark Matkevich como Tom Darovsic
- Lee Roy Giles como Eugene, o guarda
- Afemo Omilami como Jimmy Lee
- Kevin Hagan como Jimmy, o motorista
- Dennis Ryan como Repórter
- Jim O'Connor como Repórter
- Leslie Hendrix como Repórter
- Mark Oliver como Guarda #2
- Colin Ford como Clinton Jr. (sem créditos)
- Jason Guy como fotógrafo no tapete vermelho (sem créditos)
- Andrew Prine como Sheriff Holt (sem créditos)
- Susannah Halling como a líder oficial da Associação Dança Redneck.

## Produção

### Elenco
Charlize Theron foi originalmente escalada para interpretar Melanie Carmichael, mas recusou o papel para poder atuar em outro filme, Trapped. Reese Witherspoon foi convidada para estrelar Sweet Home Alabama no mesmo fim de semana em que Legally Blonde estreou.
Este foi o segundo filme em que Patrick Dempsey e Courtney Gains contracenaram. Eles já haviam atuado como melhores amigos em Can't Buy Me Love.

### Filmagem
Embora centrada na cidade fictícia de Pigeon Creek, perto de uma versão fictícia de Greenville, Alabama, o filme foi filmado principalmente na Geórgia. O Carmichael Plantation, que Melanie diz ao repórter que é sua casa de infância, é o Oak Hill & The Martha Berry Museum, um marco histórico na Geórgia que fica no campus da Berry College em Rome, Geórgia.
Sweet Home Alabama foi o primeiro filme autorizado a filmar em Nova Iorque após os ataques de 11 de setembro de 2001. Foi também o primeiro filme permitido a ser filmado na Tiffany & Co. desde Breakfast at Tiffany's em 1961.
As ruas e vitrines de Crawfordville, Geórgia foram usados como pano de fundo para o  Catfish Festival e outras cenas do centro. O cemitério estava em Moore Street em Crawfordville, e o bar foi localizado no Heavy's Barbecue, perto da cidade. Vidro que se forma quando um raio atinge a areia, como no filme, é chamado fulgurito.
A loja de vidro de Jake foi filmada em um antigo moinho, chamado Starr's Mill, em Condado de Fayette. Wynn's Pond em Sharpsburg é o local onde Jake aterrissa seu avião. As casas históricas mostradas no retorno de Melanie para Pigeon Creek foram baleados em Eufaula, Alabama.

## Lançamento

### Resposta da crítica
Este filme recebeu críticas em sua maioria mistas dos críticos. No Rotten Tomatoes, 38 por cento dos críticos deram opiniões positivas do filme, baseado em 157 opiniões.
Roger Ebert, crítico do Chicago Sun-Times fez uma análise bastante positiva atribuindo-lhe 3 de 4 estrelas comentando "É uma fantasia, um conto de fadas doce com Reese Witherspoon em seu centro. Ela é tão adorável como Doris Day teria sido neste papel ... Então, eu gostei de Witherspoon e a cor local, mas eu sou assim muito cansado da premissa subjacente."
Andrew Sarris, crítico do New York Observer, disse que o filme "Seria uma experiência de visualização insuportável para esta ultra-provincial nova-iorquina de 26 anos de idade, Reese Witherspoon não estava na mão para injetar seu personagem de fantasia pura, Melanie Carmichael, com uma infusão maciça de antiquada magia de Hollywood".
Todd Mccarthy da Reuters considerou uma comédia fraca com Reese Witherspoon, escrevendo "Tão previsível quanto o menu de um piquenique, mas menos saboroso, Doce Lar, revive o formato, mas não a diversão, de várias comédias clássicas de Hollywood que falam da redescoberta das qualidades de um marido ou namorado antigo".

### Desempenho de bilheteria
O filme arrecadou mais de US$ 35 milhões em seu primeiro fim de semana; que detinha o recorde de fim de semana com maior abertura de setembro por 10 anos até 2012 quando o filme de animação, Hotel Transylvania, superou-a com um bruto final de semana de US$ 42,5 milhões. Até o final de sua temporada nos Estados Unidos, Sweet Home Alabama arrecadou mais de US$ 127 milhões e outros US$ 53,4 milhões internacionalmente. Com um orçamento relatado de US$ 30 milhões, ele pode ser considerado um sucesso de bilheteria, e um sucesso com o público, apesar dos comentários negativos.

### Prêmios
O filme ganhou os seguintes prêmios:
- 2003 BMI Film Music Award — George Fenton
- 2003 Teen Choice Award for Choice Movie – Comedy
- 2003 Teen Choice Award for Choice Movie Liplock — Reese Witherspoon; Josh Lucas
- 2003 Teen Choice Award for Choice Movie Atiz — Reese Witherspoon (Nomeada)
- 2003 Teen Choice Award for Choice Movie Vila — Candice Bergen (Nomeada)
- 2003 GLAAD Media Award de Melhor Filme – Amplo Lançamento (Nomeada)
- 2003 Golden Trailer Award de Melhor Romance (Nomeada)
- 2003 Hollywood Makeup Artist and Hair Stylist Guild Award for Best Contemporary Hair Styling – Feature — Anne Morgan (Nomeada)
- 2003 MTV Movie Award de Melhor Performance Feminino — Reese Witherspoon (Nomeada)

## Trilha sonora
Sweet Home Alabama (Original Motion Picture Soundtrack), a trilha sonora do filme, inclui treze canções de artistas diferentes.
| N.º | Título                                              | Música           | Duração |  |
| 1.  | "Sweet Home Alabama"                                | Jewel            | 3:43    |  |
| 2.  | "Mine All Mine"                                     | SHeDAISY         | 3:55    |  |
| 3.  | "Falling Down"                                      | Avril Lavigne    | 3:54    |  |
| 4.  | "Gonna Make You Love Me"                            | Ryan Adams       | 2:36    |  |
| 5.  | "To Think I Used to Love You"                       | Uncle Kracker    | 3:26    |  |
| 6.  | "Keep Your Hands to Yourself"                       | The Calling      | 3:06    |  |
| 7.  | "Bring On the Day"                                  | Charlotte Martin | 4:33    |  |
| 8.  | "Long Gone Lonesome Blues"                          | Sheryl Crow      | 2:55    |  |
| 9.  | "You Got Me"                                        | Jason Chain      | 3:44    |  |
| 10. | "Now That I Know"                                   | Shannon McNally  | 4:44    |  |
| 11. | "Marry Me"                                          | Dolly Parton     | 3:15    |  |
| 12. | "Weekend Song"                                      | Freestylers      | 3:58    |  |
| 13. | "Felony Melanie - Sweet Home Alabama Suite (Score)" | George Fenton    | 5:02    |  |